# Величко Федір Петрович
Федір Петрович Величко (1957—2013) — український астроном, спеціаліст з фотометрії та поляриметрії малих тіл Сонячної системи, працівник Харківської обсерваторії, керівник Чугуївської спостережної станції (Обсерваторія Гракове).

## Життєпис
Федір Величко закінчив Харківський державний університет за спеціальністю «Астрономія» в 1979 році. Після цього він почав працювати в Харківській обсерваторії, працюючи під керівництвом Дмитра Лупішка над дослідженням фізичних властивостей астероїдів, що становило тоді новий для обсерваторії науковий напрям. Величко першим налагодив фотометричні спостереження астероїдів на 70-см телескопі на Чугуївській спостережній станції НДІ астрономії, а потім зробив великий внесок в розвиток в обсерваторії поляриметричних спостережень астероїдів. Протягом тривалого часу очолював Чугуївську спостережну станцію. 1991 року захистив кандидатську дисертацію «Визначення та аналіз параметрів обертання астероїдів», а в останні роки життя працював над докторською дисертацією.
Федір Величко багато займався зі школярами Іванівської школи, що розташована поблизу Чугуївської спостережної станції, вчив їх працювати на телескопі й обробляти спостережні дані, підготовив багатьох переможців олімпіад і конкурсів Малої академії наук.
Був одружений. Мав двох дітей. Син Сергій також став астрономом в Харківській обсерваторії, захистив кандидатську дисертацію, присвячену дослідженню комет.

## Відзнаки
- Премія НАНУ ім. акад. М. П. Барабашова (2013) за цикл робіт «Фізичні властивості астероїдів за результатами фотометричних спостережень»[2]
- На честь науковця названо астероїд 17035 Величко. У номінації на найменування відзначено: «Він фахівець із фотометрії та поляриметрії малих планет та комет»[3].